# Wilson Sporting Goods

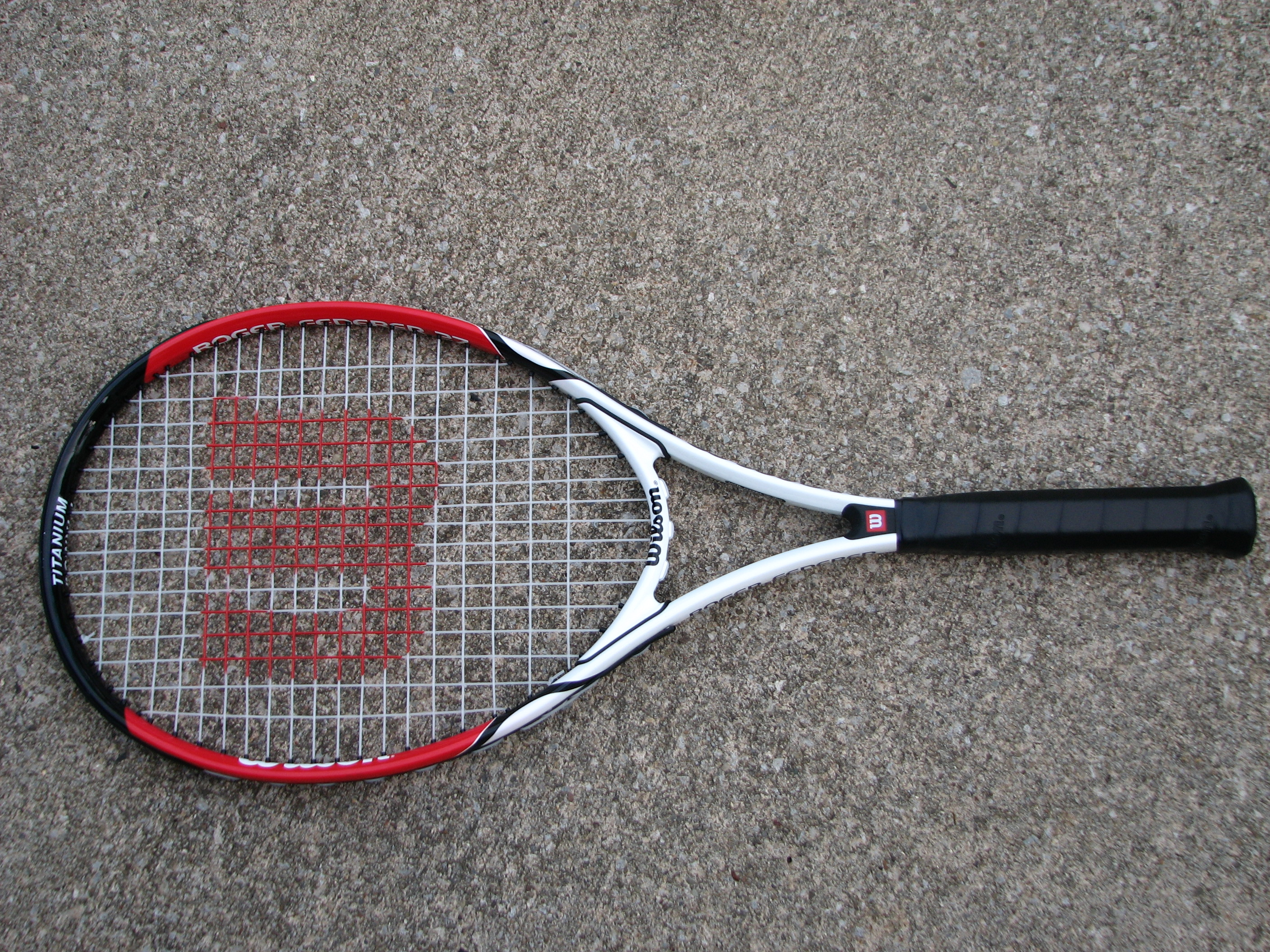
Теннисная ракетка Wilson

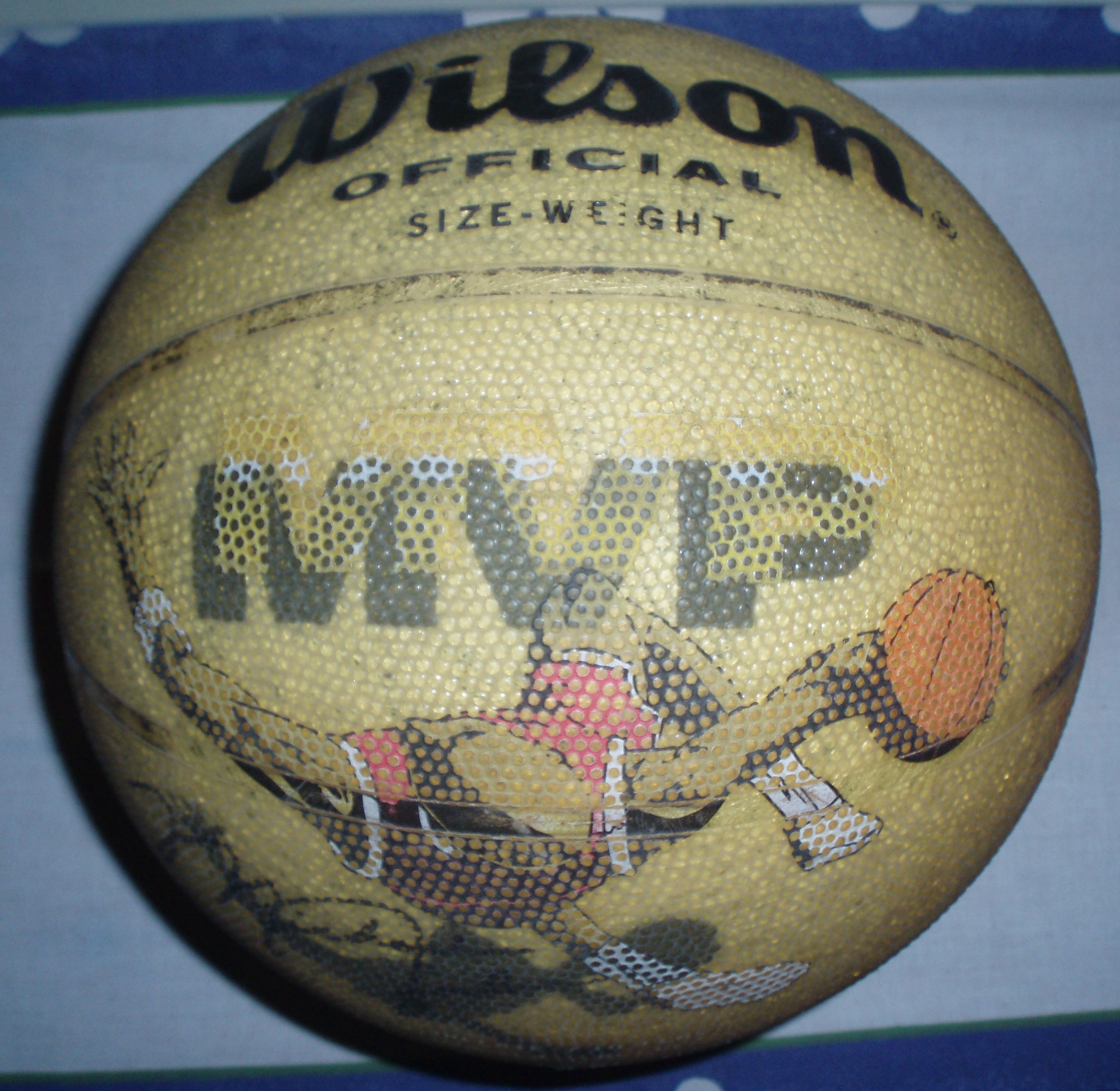
Баскетбольный мяч Wilson

Уилсон (англ. Wilson Sporting Goods Company) — американская компания, производитель спортивных товаров. Основанная и по сей день находящаяся в Чикаго, штат Иллинойс, в 1913 году. С 1989 года Wilson является дочерним предприятием финской компании Amer Sports. Компания производит мячи и инвентарь для многих видов спорта: баскетбол, бейсбол, футбол, сквош, волейбол, американский футбол, теннис и гольф. 

## Теннис
Wilson является заметным игроком на мировом рынке теннисных товаров. Ракетки этого производителя используют многие ведущие теннисисты, например, Крис Эверт, Виктория Азаренко, Пит Сампрас, Роджер Федерер, Серена и Винус Уильямс. По объёму продаж теннисных ракеток Wilson занимает одно из лидирующих мест среди всех производителей теннисных ракеток. Теннисные мячи Wilson являются официальными мячами Кубка Дэвиса, Кубка Федерации, Открытого чемпионата США по теннису, турниров WTA Tour. Помимо ракеток и мячей, Wilson выпускает для тенниса специальную обувь, одежду, сумки и различные аксессуары.

## Баскетбол
Компания известна производством мячей Solution, получивших своё название за способность к поглощению влаги в течение игры и сохранению контроля. Мячи Solution приняты в качестве официальных для игр в самых ярких и зрелищных лигах мира, среди которых: Единая лига ВТБ, Национальной ассоциации студенческого спорта (НАСС, англ. NCAA) и Московской баскетбольной лиге, используются многими школьными командами в США. Wilson также производит различные мячи для потребительского рынка. Официальными лицами компании, до недавнего времени, являлись звёзды NBA Деррик Роуз и Джоаким Ноа.

## Продакт-плейсмент
Фильм 2000 года «Изгой» с Томом Хэнксом отличает бросающийся в глаза продакт-плейсмент: компания FedEx и волейбольный мяч Wilson — два бренда, которые неоднократно появляются в кадре.
К моменту выхода фильма на экраны Wilson Sporting Goods запустила рекламную кампанию, которая была основана на том, что один из её продуктов приобрел такой же «звёздный» статус, как и Том Хэнкс.